# Neander (motorcykel)
För andra betydelser, se Neander.

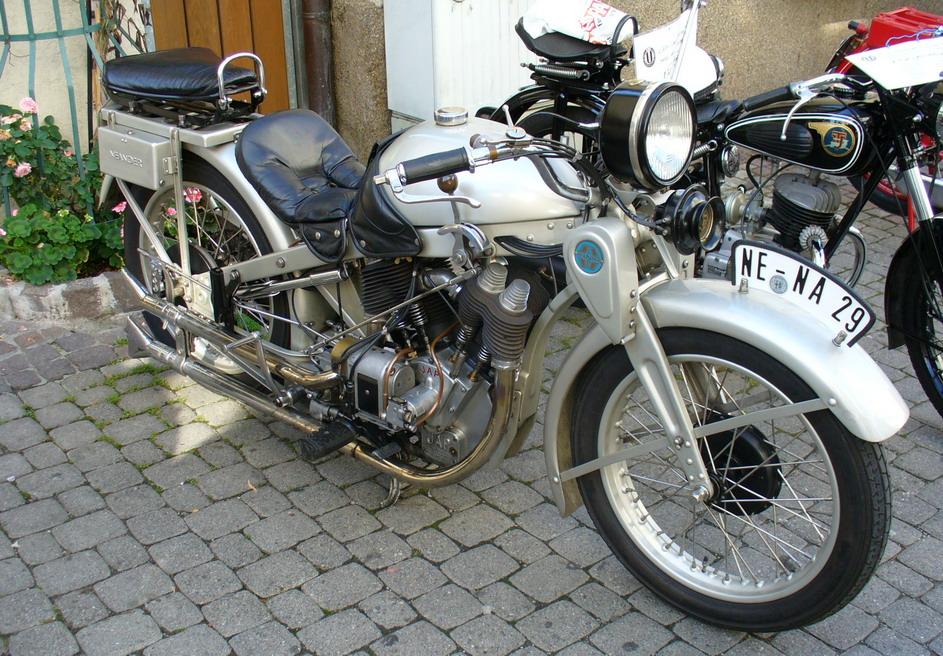
1929 Neander

Neander var ett tyskt motorcykelmärke som tillverkades mellan åren 1924 och 1929. Märkets mål var att skapa en enkel och prisvärd motorcykel för alla, vilket dock inte uppnåddes på grund av det höga tillverkningspriset samt den sviktande efterfrågan.

## Ernst Neumann-Neander
Ernst Neumann Neander, född 3 september 1871 i Kassel som Ernst Neumann, död 3 november 1954 i Düren-Rölsdorf, var målare och uppfinnare. Han byggde sin första motorcykel 1886.
Ernst Neumann-Neander skapade Neander Motorfahrzeug GmbH Düren-Rölsdorf i Düren år 1926. Han designade den futuristiska Neander-Rahmen (neanderram) som gjordes på duraluminium och som hade en unik design av pivoterad framgaffel. Från 1928 tillverkade Opel samma ram under licens och den var väldigt framgångsrik i motorcykelsrace. Neanders egen fabrik tillverkade runt 2100 motorcyklar innan produktionen upphörde någon gång under 1930-talet.